# Gun dan ba! Zhong liu jun
Gun dan ba! Zhong liu jun (em inglês: Go Away Mr. Tumor; em mandarim: 滚蛋吧！肿瘤君) é um filme de comédia chinês de 2015 dirigido por Han Yan. Foi selecionado como representante de seu país ao Oscar de melhor filme estrangeiro em 2016, mas não foi indicado.

## Elenco
- Bai Baihe
- Daniel Wu
- Li Yuan
- Lui Ruilin
- Cheng Yi
- Liu Lili
- Li Jianyi
- Zhang Zixuan